# Ærkebispegården
Ærkebispegården i Trondheim er et slotsanlæg i sten på 100 x 100 meter, der ligger i Trondheim, Norge lige ved siden af Nidarosdomen mod nord.
Ærkebispegården var ærkebiskopens bolig og administrative centrum i Norge indtil reformationen i 1537. Komplekset er Nordens ældste eksisterende profane stenbygning, og har en bygningshistorie som spænder over mere end 600 år og er under stadig udforskning og udvikling.
Anlægget består i dag af en hovedfløj mod nord med ærkebiskoppens hal i Østhuset og hans bolig i Vesthuset. Øst for Østhuset ligger en fløj som ender i det såkaldte Bageri. Sidefløjen mod vest indeholder lavethuset og Vægthuset. Østfløjen (Bispefløjen) og sydfløjen er nye museumsbygninger, der blev opført 1997 efter en brand d. 18. august 1983 med Nils Henrik Eggen som arkitekt.
Anlægget blev bygget som ærkebiskoppens residens og palladium og kan være påbegyndt af ærkebiskop Øystein Erlendsson fra 1161. Anlægget blev udbygget i flere etaper gennem middelalderen, og det havde formentligt størst udbredelse omkring 1450.
I 1532 blev gården nedbrændt af danske tropper under angrebet på ærkebiskop Olav Engelbrektsson. Efter reformationen fungerede den som residens for lensherrene og kaldtes da Kongsgården. Fra 1686 disponerede hæren over bygningerne. I nyere tid har Ærkebispegården bl.a. tjent som magasiner for Nidaros Domkirkes Restaureringsarbeider (NDR), bl.a. for NDR's skulptur- og stensamling fra middelalderen. Middelalderbygningerne i nordfløjen blev restaureret fra 1962 til 1975 efter planer af professor og arkitekt Erling Gjone.

## Ærkebispegården i middelalderen
Østhuset i nordfløjen var ærkebiskoppens hal og den blev bygget omkring år 1200. Overetagen indeholder selve hallen, mens de to hvælvede rum i underetagen antagelig var ærkebiskoppens standsstue. En dobbelt trappe fører op til hallen, der med sit kontinentale forbillede er enestående i Norge. Østhuset stod færdigt omkring 1220.
Vesthuset i nordfløjen er opført omkring 1250 under ærkebiskop Sigurd, som anlagde vestdelen i 1248, hvor den står nu. Vesthuset var ærkebiskoppens privatbolig, med arbejdsværelse og sovekammer i overetagen og to hvælvede rum nedenunder. Åbne ildsteder i de hvælvede rum opvarmede også rummene ovenpå gennem åbninger i hvælvene.
De to dele af nordfløjen, som havde forbindelse på øvre plan over et hvælvede portrum, blev opført som tredje byggetrin. Portalen mod borggården har en bue med chevron-motiv, og det er antagelig genbrug af en romansk bue, der tidligere var brugt i den romanske Nidarosdomen, enten som hovedportal eller som en arkadebue i skibet, som blev påbegyndt ca. 1150, men som senere blev revet ned. Chevron-motivet var blevet umoderne efter overgangen til gotik. Det antages at der allerede i middelalderen kan have været et tårn over porten, men dette er ikke sikkert. Desuden omfattede anlægget en række træbygninger, først og fremmest en våbensmedje og et møntværksted. I 1200-tallet blev der desuden bygget en ringmur; den sydøstlige del formodes at være bygget i perioden 1285–1305.
Julenat 1295 var der brand i "ærkebiskoppens haller", i et af de hvælvede rum i Vesthuset. Efter 1300 blev der ikke bygget meget på anlægget før i 1400-tallet, da ærkebiskop Gaute Ivarsson (1475–1510) forstærkede ringmuren, sådan at anlægget fik mere karakter af en borg. Gaute byggede desuden Lavethuset og Vægthuset (ca. 1495–1503). Første etage i Vægthuset blev brugt som hal. Bygningen i det nordøstlige hjørne – "Bageriet" – blev også opført, ca. 1500–1510. Her kan der have været et bispekapel i en øvre etage.
Landets sidste ærkebiskop, Olav Engelbrektsson, forsøgte at forsvare den katolske kirke og norsk selvstændighed, og han opførte borgen Steinviksholm på en holm i fjorden udenfor Stjørdal. I 1532 blev Ærkebispegården hærget og brændt af danske tropper, og både hallen i nordfløjen og dele af vestfløjen blev ødelagt. Olav formåede at genopbygge hallen i vestfløjen og satte sit våben over den buede portal til overetagen. Men i 1537 måtte han opgive kampen og forlade landet. Ærkebispegården blev samme år Kongens gård, og det var meningen at lensherrene skulle residere her, men de foretrak at flytte ind på Steinviksholm, som var i bedre stand.

## Kongens gård
I 1556 flyttet lensherren Evert Bild på kongelig befaling til Kongens Gård i Trondheim, i et træhus langs østsiden af ringmuren. Nordfløjen blev nødtørftigt repareret efter reformationstidens ødelæggelser. Først i lensherre Claus Daas tid (1613–1620) blev gården ordentlig istandsat, i perioden 1614–1616, og fik karakter af et renæssanceslot. Salen i Østhuset blev delt i to, og "Herresalen" (i dag kaldet Hallen) blev rigt dekoreret med kalkmalerier. Samtidig blev et af de hvælvede rum i Vesthuset udsmykket med jagtscener og vinranke-dekorationer, mens begge fik malede forhæng nederst. Over porten blev der omkring 1615 opført et tårn i bindingsværk, tegnet og opført af Oluf Naucler. Dette tårn fremgår også i en lidt forvrænget udgave i det kendte prospekt af Trondheim udført af Jacob Maschius fra 1674.
Efter indførelsen af enevælde i 1660 forsvandt lensherrerne og blev erstattet af stiftsamtmænd. En af dem, Ove Bjelke, fik nedrevet tårnet og en karnap over porten i 1672, og han fik lagt nyt tag på Østhuset. Fra 1681, efter bybranden samme år, blev Kongsgården taget i brug til militære formål, og bygningerne blev indrettet med magasiner og depoter. Vinduerne i Østhuset blev blændet, og taget blev løftet til samme højde som på Vesthuset. Fra slutningen af 1680'erne blev Østhusets murer udvidet med en etage, og blev delt i to højder med et indskudt bjælkelag for at øge lagerkapaciteten. Underetagen blev brugt som krudtmagasin. Også trappen op til hallen blev fjernet, og da dette gjorde sydvæggen ustabil, blev det i 1706 opsat massive stræbepiller.
Bybranden i 1708 ramte også Kongsgården, men genopbygningen blev begyndt straks efter. Den største nye bygning var Feltartillerihuset, som danner forlængelsen af vestfløjen mod syd. Den blev opført fra 1753–1755 af sten fra ringmuren og fra Ilsvika. I tillæg kom Artillerilavethuset langs vestre sydside, der blev bygget i bindingsværk, sandsynligvis i 1780'erne. Desuden blev der bygget to militære magasinbygninger i træ: en i syd i slutningen af af 1700-tallet, en i øst i 1809. Det første skridt mod ny anseelse blev taget, da det dekorerede hvælvede rum i Vesthuset fra 1826 blev brugt til at opbevare kronregalierne. Det er siden blevet kendt som "Regalierummet".
Helt frem til 1930 var Kongsgården hovedkvarter for den nordfjeldske del af hæren. Under fejringen af Olavsjubilæet dette år, blev meget af anlægget frigjort og brugt til en rigshistorisk udstilling, og hallen fik igen sin fulde højde; de øverste bjælkelag blev revet væk og tagkonstruktionen frilagt. Forsvarsdepartementet besluttede derefter at gårdens fremtidige brug skulle afgøres efter, at der var gjort grundige bygningshistoriske og bygningsarkæologiske undersøgelser.

## Restaurering
Nicolay Nicolaysen var den første som opdagede, hvad slags anlæg Kongsgården virkelig var. Undersøgelserne kom først i gang i 1952 under ledelse af arkitekt Gerhard Fischer. De foregik frem til 1972 og gav bedre viden om gårdens historie. Opgaven med restaureringen blev givet til professor Erling Gjone og gennemført fra 1962–1975. Den dobbelt trappe op til hallen blev rekonstrueret af Gerhard Fischer på baggrund af spor og fragmenter foran forhallen. Hele nordfløjen blev indrettet til repræsentationslokaler til Staten, mens Forrådshuset og Bageriet mod øst blev brugt til adgang og andre funktioner.
Under en stor brand 18. august 1983 brændte de to militære magasinbygningerne mod syd og øst ned til grunden, mens de ældre bygninger i sten ikke led skade. Bygningerne rummede værdifulde samlinger fra Nidarosdomen, bl.a. genstande fra kongegravene, den originale sten- og skulptursamling og samlingen af gipsafstøbninger, foruden en original skulptur i gips af billedhugger Hans Michelsen. Arkitekt John Tverdahl var blandt dem som tidligere havde anbefalet brandsikring,[kilde mangler] men den var ikke blevet udført. I 1987/1988 blev forvaltningen overført fra Forsvarsdepartementet til Kirkedepartementet ved Nidaros Domkirkes Restaureringsarbeider. I perioden 1991–1995 blev der udført omfattende arkæologiske udgravninger på Ærkebispegården, ledet af Sæbjørg Walaker Nordeide. Fundene fra disse udgravningen blev efterfølgende udstillet permanent i de to nye museumsbygninger, som er opført på brandtomten i syd- og østenden af anlægget.

## Museer
Museet Ærkebispegården udstiller originalskulpturer og -detaljer fra Nidarosdomen, samt genstande fra de arkæologiske udgravninger. Museumsbygningen i øst rummer desuden Den norske kirkes nationale center for liturgi og NTNUs Center for middelalderstudier, samt en stor hal, Øysteinsalen, som bruges til møder i Den norske kirke samt til foredrag og koncerter.
I vestfløjen holder det militærhistoriske museum Rustkammeret og Nordenfjeldske hjemmefrontmuseum til, samt Rigsregalieudstillingen (fra 2006). I et af Vesthusets hvælvrum blev der indrettet et kapel i 1997, efter idé af biskop Finn Wagle og rigsantikvar Øivind Lunde, og udformet ved domkirkearkitekt Arne Gunnarsjaa. I Artillerilavethuset holder Nidaros Domkirkes Restaureringsarbeiders administration til (fra 2007). Hovedfløjen mod Domkirken bruges til repræsentation.

## Galleri
- Udgravninger ved Ærkebispegården.
- Wergelandsfesten i Ærkebispegården i 1908 i anledning af 100-året for Henrik Wergelands fødsel.
- Udsigt over Ærkebispegården fra tårnet i Nidarosdomen under Olavsdagene i 2002.
- Kig mod nord med Nidarosdomen i baggrunden.
- Indgangen til Rigsregalieudstillingen.
- Porten ind til Ærkebispegården med fronten af Nidarosdomen.